# Anaal Nathrakh
Anaal Nathrakh [ˈɛənæl ˈnæθræk] — британський метал-гурт, сформований в 1998 році у Бірмінгемі. Назва гурту — це заклинання Мерліна з фільму Джона Бурмана «Екскалібур», яке лінгвіст Майкл Еверсон розшифрував як "Зміїний Подих". Особливістю гурту є також навмисне не публікування текстів своїх пісень.

## Історія
Anaal Nathrakh з'явилися в 1998 і грали сирий блек-метал. Два демозаписи, випущені в 1999 носили назви Anaal Nathrakh і Total Fucking Necro. Потім гурт підписав договір з лейблом Mordgrimm, на якому був випущений в 2001 дебютний альбом The Codex Necro, що продовжив лінію блек-металу, але вже з елементами грайндкору. У 2002 перші два демозаписи Anaal Natrakh були зібрані на один 10-трековий диск, названий Total Fucking Necro. Він був випущений для іншого андеграундного англійського метал-лейблу Rage of Achilles.
У 2003 на лейблі Mordgrimm був випущений перший і поки єдиний EP гурту, When Fire Rains Down from the Sky, Mankind Will Reap As It Has Sown.
У 2004 Anaal Nathrakh випустили свій другий повноформатний альбом Domine Non Es Dignus на французькому лейблі Season of Mist. На цьому альбомі з блек-металічним звучанням з'явилося вже набагато більше грайндкорових і дез-металових - вставок. 
У 2006, був випущений третій альбом гурту, названий Eschaton, який ознаменував ще більший відхід гурту від блек-металлічних коренів. Крім грайндкорових і дезових - елементів додався чистий вокал. На цьому альбомі як гості з'явилися такі відомі музиканти як Shane Embury (бас-гітара) з Napalm Death і Attila Csihar (вокал) з Mayhem.
Альбом Hell Is Empty and All the Devils Are Here був випущений гуртом на новому записуючому лейблі FETO Records (співзасновником якого є гітарист гурту) 29 жовтня 2007. Назва альбому - це цитата з п'єси Шекспіра «Буря».
Альбом In the Constellation of the Black Widow вийшов 29 червня 2009 вже на іншому лейблі - Candlelight Records. Для оформлення диска обрана ілюстрація Гюстава Доре до вірша Едгара Аллана По «Ворон». 
17 травня 2011 року гурт випустив альбом Passion (на Candlelight Records). У записі альбому також взяли участь Drugzilla (семпли), Ventnor (гітарне соло на "Paragon Pariah"), Rainer Landfermann і Alan Dubin (вокал на "Tod Huetet Uebel" і "Ashes Screaming Silence" відповідно), Mories (семпли для пісні "Portrait of the Artist"). 
На початку осені 2012 року гурт оголосив про вихід нового альбому під назвою Vanitas, записаного в Округу Орендж, Каліфорнії в 2011 році. А 23 жовтня альбом вийшов на лейблі Candlelight Records. Також до його виходу був опублікований трейлер з 30-секундними фрагментами нових пісень. В записі альбому біли задіяні такі гостьові музиканти: Dave Nassie (гітара на "In Coelo Quies, Tout Finis Ici Bas"), Steeve Hurdle (гітара на "Feeding the Beast") та Elena Vladimirova (додатковий вокал на "You Can't Save Me, So Stop Fucking Trying").
В лютому 2014 року група завершила запис свого восьмого альбому, в записі якого гостьову участь узяв британський електронний музичний проект GoreTech, вокаліст гурту Shining Ніклас Кварфорт (пісня "Rage and Red") та Duncan "Drunk" Wilkins записав бек-вокал для пісень "Idol" і "The Joystream". Запис проходив на базі двох студій звукозапису - Necrodeath Studios в Бірмінгемі де були записані партії вокалу та The Black Flamingo в Округу Орендж, Каліфорнії де записано решту матеріалу та зведено весь альбом, протягом жовтня 2013 - лютого 2014 року. Продюсером виступив гітарист гурту Мік Кенні. Альбом названо Desideratum, а дата виходу - 28 жовтня 2014, це перший альбом гурту на лейблі Metal Blade Records, на який вони підписались в червні того ж року.
В середині серпня 2016 року Anaal Nathrakh випустили новий сингл на пісню “Depravity Favours The Bold”. Трек був взятий з уже дев'ятого альбому The Whole Of The Law, вихід якого відбувся 28 жовтня того ж року на Metal Blade Records. Цього разу за основу для обкладинки альбому була взята картина французького художника Адольфа-Вільяма Бугро "Данте та Вергілій у пеклі" (1850). Запис та мікшування альбому проходило в Necrodeath Studios в Бірмінгемі протягом червня 2016 року. Гітарист і співзасновник гурту Мік Кенні цього разу провів запис, мастеринг та мікшування альбому. У записі також взяли участь кілька гостьових музикантів: група знову звернулась до електронного проекту GoreTech, гітарну партію записав британський музикант G Rash, додаткові вокальні партії записали Andrew Knudsen і The Shid (екс-вокаліст вже закритого блек-метал проекту Міка Кенні).
В липні 2018 року було оголошено про вихід десятого студійного альбому гурту, запланованого на 28 вересня. Альбом отримав назву A New Kind Of Horror, який за словами вокаліста присвячений тематиці жахів Першої світової війни, сучасної політики та листів Д. Г. Лоуренса. У записі альбому гостьову участь узяв вокаліст гурту Bleeding Through Brandan Schieppati та Danny the Complete Lunatic (укулеле на пісні "Obscene as Cancer").

## Дискографія

### Демо-записи
- Anaal Nathrakh (1999)
- Total Fucking Necro (1999)

### Повноформатні і міні-альбоми
- The Codex Necro (2001)
- Total Fucking Necro (Збірка пісень) (2002)
- When Fire Rains Down From the Sky, Mankind Will Reap As It Has Sown (міні-альбом) (2003)
- Domine Non Es Dignus (2004)
- Eschaton (2006)
- Hell Is Empty and All the Devils Are Here (2007)
- In the Constellation of the Black Widow (2009)
- Passion (2011)
- Vanitas (2012)
- Desideratum (2014)
- The Whole of the Law (2016)
- A New Kind of Horror (2018)
- Endarkenment (2020)